# Дантелена мурена
Дантелените мурени (Gymnothorax favagineus) са вид актиноптери от семейство Муренови (Muraenidae).
Те са незастрашен вид.
Таксонът е описан за пръв път от Маркус Елиезер Блох през 1801 година.